# Sigþrúður Friðriksdóttir
Sigþrúður Friðriksdóttir, född 1830, död 1912, var en isländsk feminist. Hon var en av grundarna till Hið íslenska kvenfélag och dess ordförande 1894–1897.
Hon var gift med överdomare Jón Pétursson och beskrivs som en centralgestalt i societetslivet. Hennes goda kontaktnät, redan befintliga sociala ledarposition och kunskaper gjorde att hon 1894 valdes till den första ordföranden för Hið íslenska kvenfélag, som hon hade grundat tillsammans med en grupp andra kvinnor och i vars styrelse hon ingick. Hon efterträddes av Þorbjörg Sveinsdóttir.